# Zhouzhuang
Zhouzhuang (chinois : 周庄镇 ; pinyin : zhōuzhuāng zhèn) est un bourg de la ville-district de Kunshan, sur le territoire de la ville-préfecture de Suzhou dans la province du Jiangsu (Chine), à mi-distance des villes de Shanghai et de Suzhou. En raison de ses nombreux canaux, elle est l'un des bourgs appelés la Venise de l’Extrême-Orient dans la région.
Avec Tongli (同里镇) et Luzhi (甪直镇), ce sont 3 vieux bourgs aux canaux du Jiangnan qui entrent dans le classement du patrimoine mondial de l'UNESCO.

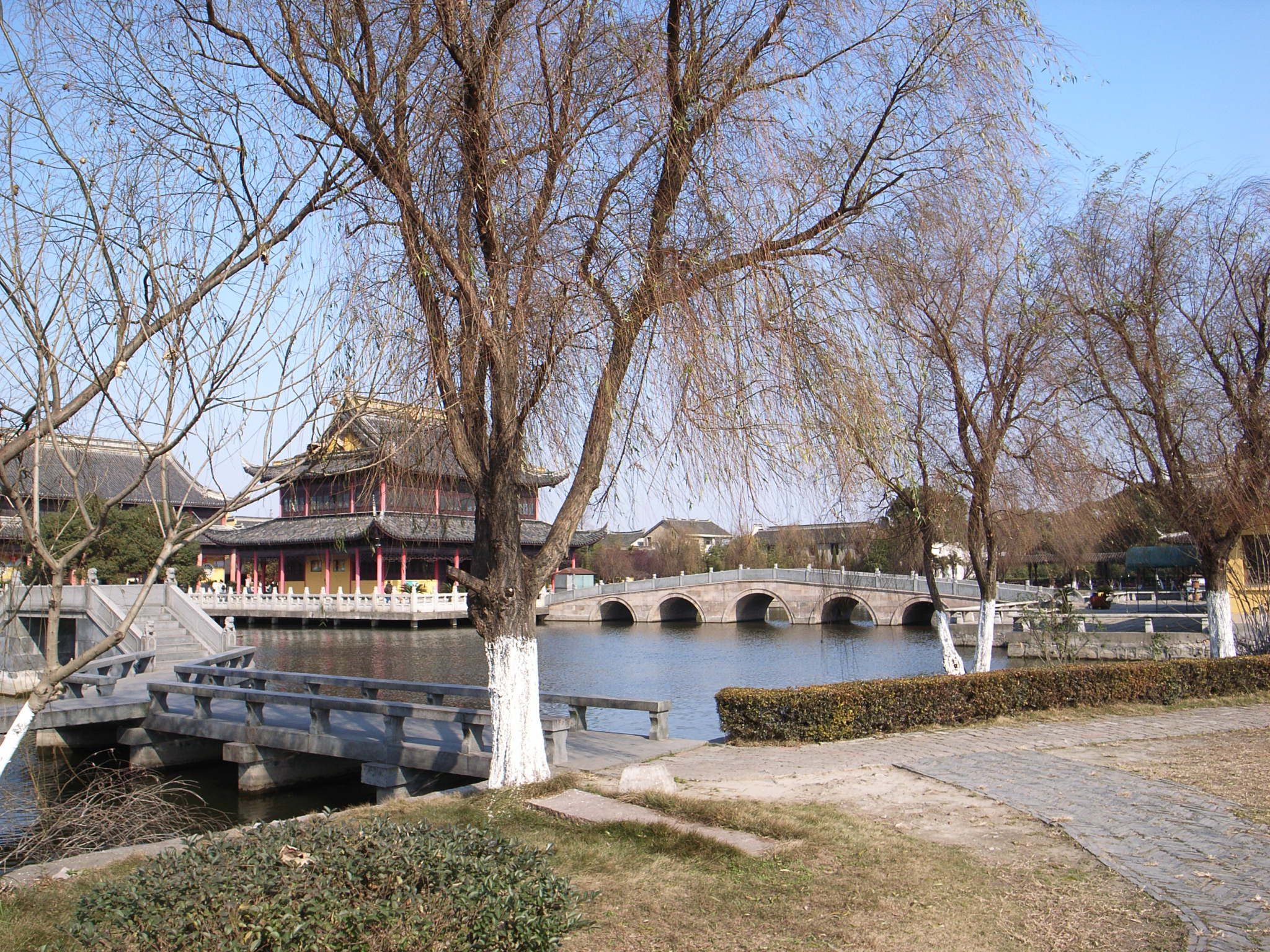
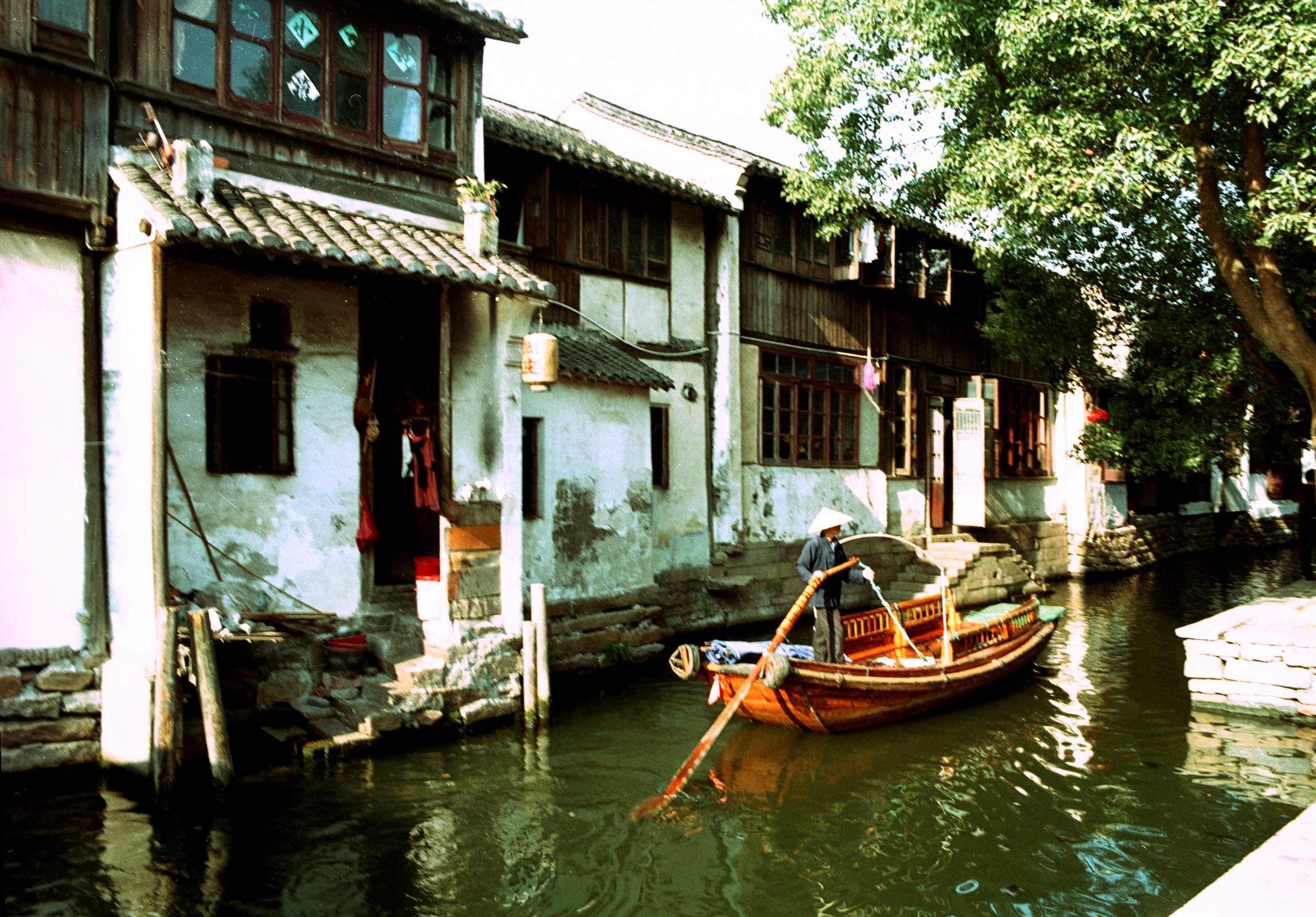
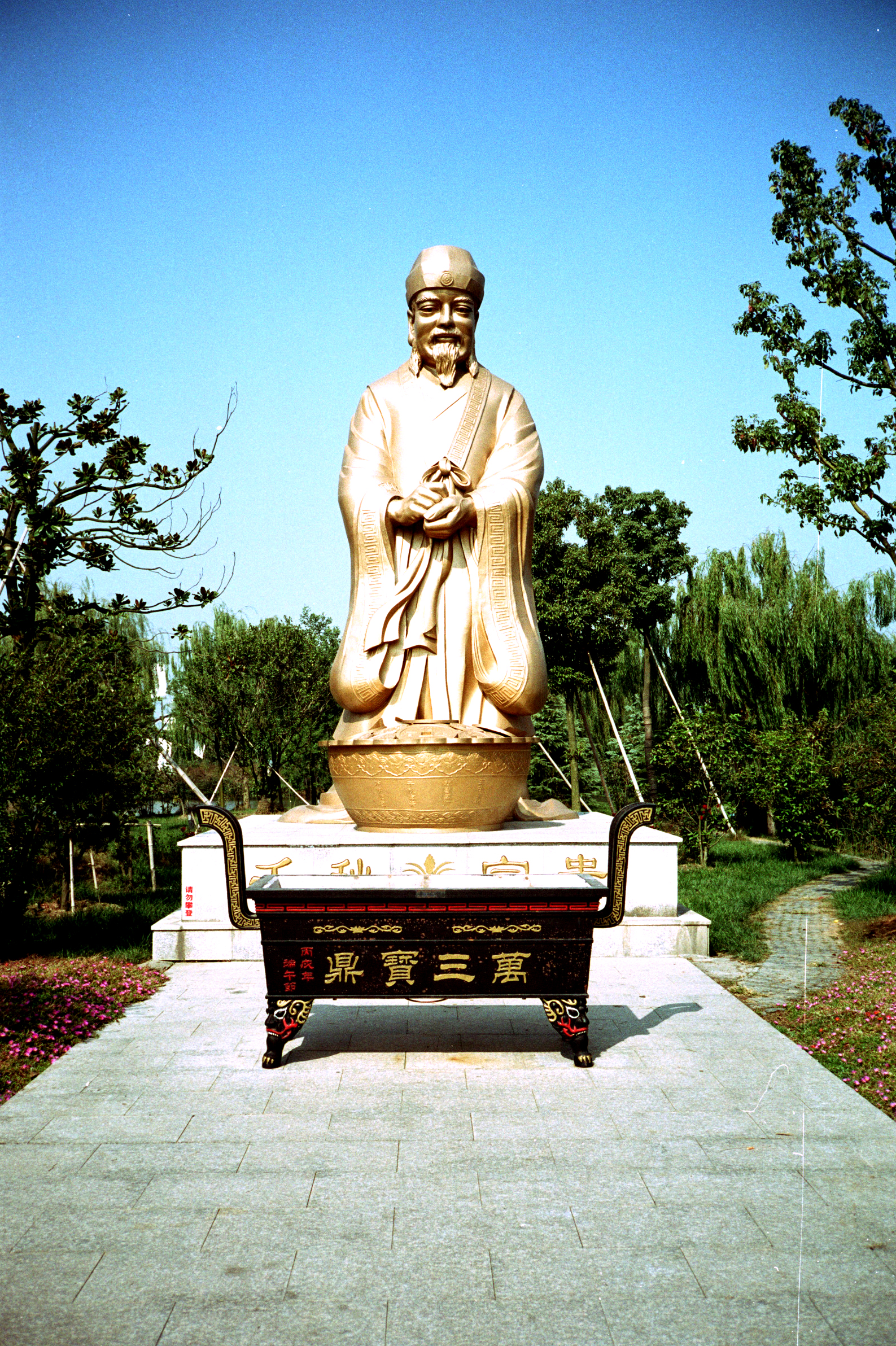